# Clyde Tomb

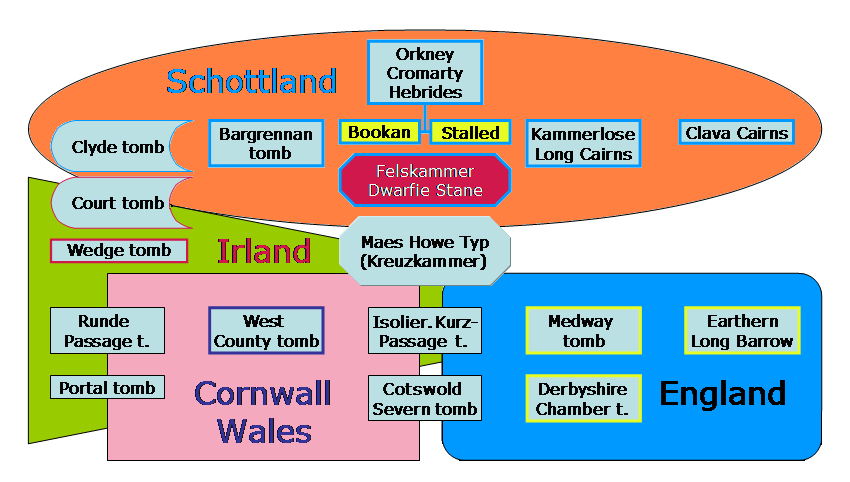
Britische Megalithik

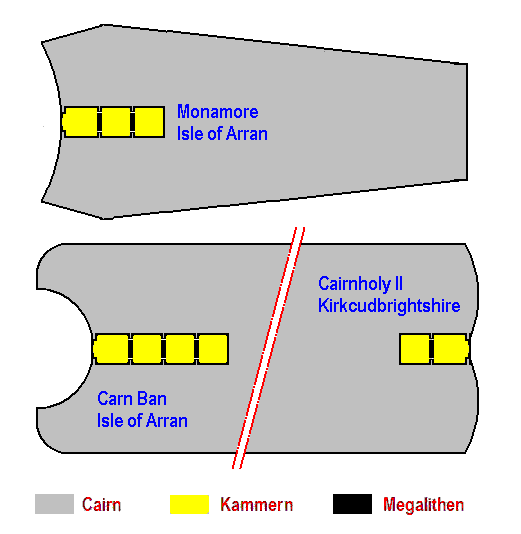
Anlagen des Clyde-Typs

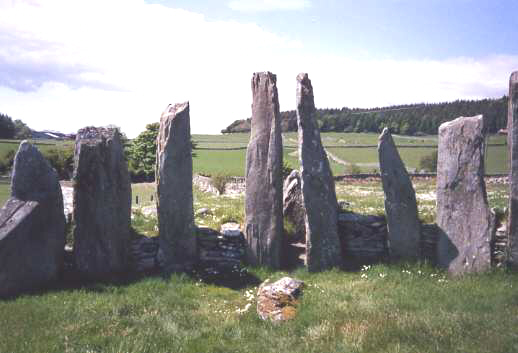
Anlage Cairnholy I

Clyde Tombs sind eine Gruppe von Megalithgräbern in Schottland (Ayrshire, Bute, Arran, Kintyre North Uist und Mid Argyll). Sie zeichnen sich durch rechteckige, längliche, meist unterteilte Kammern aus, die von einem Zugang in der konkaven Exedra (Fassade) aus erschlossen werden. Die Fassaden bestehen aus Orthostaten, meist mit den größten Steinen beidseitig des Zugangs. Der Hügel ist rechteckig oder trapezförmig. Sie wurden nach dem Fluss Clyde benannt.
Clyde Tombs enthalten Kollektivbestattungen, manchmal auch verbrannte Knochen. Verbrannte Überreste sind auch im Vorhofbereich häufig.
Cummings nimmt an, dass dieser Zugang ursprünglich durch das Dach erfolgte.

## Forschungsgeschichte
Thomas Hastie Bryce (1861–1946), Anatom an der University of Glasgow, hatte einen nachhaltigen wissenschaftliche Erfolg in der Archäologie, als er die Gruppe der Clyde Tombs im Südwesten Schottlands definierte. Bryce erkannte auch die Bedeutung der Keramik für die Analyse der Kulturen und definierte die im Westen Schottlands einzigartige Beacharra Ware. Die mehr als 100 Clyde Tombs gelten als die frühesten Cairns in Schottland.
Früher wurden Clyde-Carlingford-Tombs als einheitliche Gruppe aufgefasst. Für Childe und Piggott gehörten sie zur Clyde-Carlingford-Kultur.
Jack Gillespie Scott lehnte dies nach einer genauere Analyse der Merkmale einiger der etwa 100 schottischen Anlagen ab und gliederte sie als eigenständige Clyde-Gruppe aus.
Bisher sind nur wenige Anlagen ausgegraben und publiziert, was die Interpretation und Datierung erschwert. Einige Anlagen sind eindeutig mehrphasig und beginnen ihren Lebenslauf als einfache Steinkisten.

## Verbreitung
Der Verbreitungsschwerpunkt der Clyde-Gräber liegt zwischen Mid-Argyll im Norden und dem Solway Firth im Süden und reicht im Westen bis nach Islay und North Uist. Eine Konzentration findet sich auf Arran, dies mag aber erhaltungsbedingt sein. Vereinzelte Beispiele werden auch weiter nördlich gefunden, zum Beispiel auf North Uist (South Clettraval).
Sie liegen in der Periode I in Rundhügeln aus Stein (Cairns), in Periode II in Hügeln von rechteckiger oder trapezoider Form, die im Verhältnis zur Kammer teils ungewöhnlich groß sind (Auchoish, Blasthill, Crarae Garden, Edinchip, Haylie). An der Zugangsseite befindet sich eine mehr oder minder tiefe, konkave Einbuchtung. Das Verbreitungsgebiet der Clyde Tombs sind Argyll and Bute und Dumfries and Galloway, von wo aus auch die kürzeste Verbindung ins County Antrim in Nordirland über die Halbinsel Kintyre besteht.

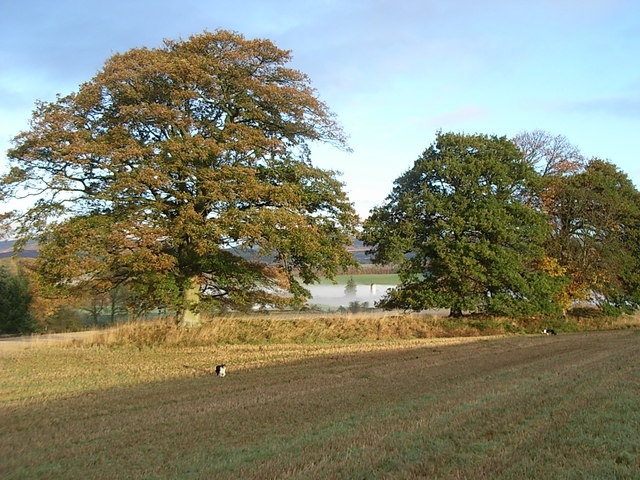
Rottenreoch

Eine kleine Gruppe Clyde Tombs liegt abseits, in Perthshire (Clach na Tiompan). Anlagen wie Cashtal yn Ard, Rottenreoch (Bild) und King Orry’s Grave auf der Isle of Man weisen gewisse Ähnlichkeiten auf.
Die regelhaft galerieartige Anordnung der ganglosen Kammern ist bei irischen Court- und schottische Clyde Tombs nahezu identisch; sie liegen hintereinander, allerdings ist ihre Anzahl pro Anlage in den schottischen Anlagen durchschnittlich geringer als in den irischen. Ihre mitunter auch ausschließlich lateral angeordneten Kammern (vier im Clach na Tiompan) sind klein rechteckig oder quadratisch, wobei in der Detailgestaltung eine große Vielfalt identifiziert werden konnte. Nach Frances Lynch folgen Clyde Tombs (und Portal Tombs) dem Konzept sargähnlicher Holzkästen wie sie im Longbarrow von Haddenham in Cambridgeshire unter besonderen Bedingungen erhalten blieben. Die Kammern von Clyde Tombs sind vertikal nie besonders ausgeprägt. Allerdings finden sich auf der Isle of Arran auch Anlagen, bei denen auf den Seitenplatten Steinlagen liegen, die zu Kraggewölben gehört haben können.

## Parallelen
Die trapezoide Form der Hügel kehrt auf britischem Boden bei den Cotswold Severn Tombs wieder. Auch Anlagen auf den Hebriden teilen einige Merkmale mit den Clyde Tombs und die Gruppe der nur 14 Bargrennan Tombs, die in Galloway und Ayrshire, mitten im Verbreitungsgebiet der Clyde Tombs liegt, weist ebenfalls Gemeinsamkeiten mit ihnen auf, hat aber einen Gangbereich und ist nicht in Lang-, sondern in Rundhügel eingebettet. Eine kammerlose (aus Holz erstellte) Variante des Clyde Tomb wurde in Yorkshire ausgegraben. Die Pfostenanordnung im Long Cairn von Street House zeigt die typische Form des Clyde Tombs, dessen bekannteste Anlage Cairnholy I ist.